# Toro (Spanje)
Toro is een gemeente in de Spaanse provincie Zamora in de regio Castilië en León met een oppervlakte van 324,79 km². Toro telt 8.974 inwoners (2017).

## Demografische ontwikkeling
Bron: INE; 1857-2011: volkstellingen
Opm.: In 1970 werd de gemeente Tagarabuena aangehecht

## Bezienswaardigheden
- Colegiata de Santa María la Mayor (romaans, 1170-ca 1250) met het polychrome Pórtico de la Majestad en de vieringtoren die doet denken aan die van de kathedraal van Zamora
- verscheidene romaanse mudejarkerken, inzonderheid San Salvador de los Caballeros (begin 13e eeuw)

## Wijn
De wijn uit Toro heeft sinds 1987 een D.O. erkenning gekregen en heeft de laatste decennia heel wat aan kwaliteit en populariteit gewonnen.

## Geboren in Toro
- Beatrix van Castilië (1293-1359), prinses van Castilië en koningin van Portugal van 1325 tot 1357
- Johan II van Castilië (1405-1454), koning van Castilië en León
- Jesús López Cobos (1940-2018), dirigent